# Thyssenkrupp Infrastructure
Die terra infrastructure GmbH ehemals Thyssenkrupp Infrastructure ist ein Unternehmen im Tief-, Hafen- und Spezialtiefbau mit Hauptsitz in Essen. 

## Geschäftstätigkeit
Das Unternehmen hat Niederlassungen in Deutschland und in verschiedenen Ländern. Es bietet bei weltweiten Infrastrukturprojekten Produkte aus den Sparten Profil- und Ankertechnik, Maschinen und Grabenverbau.
Für die Realisation der Projekte stellt das Unternehmen den Auftraggebern das gesamte Leistungsspektrum zur Verfügung. Die Produkte kommen zum Teil aus eigener Produktion, wie zum Beispiel die MÜLLER Ramm- und Ziehtechnik, Ankertechnik und Grabenverbausysteme von E+S sowie Krings werden exklusiv vertrieben.

## Geschichte
1967 brachte die Bautechnik Thyssenkrupp die erste hydraulische Rammeinheit auf den Markt. Zudem entwickelte sie den ersten Krupp-Hydraulik-Hammer sowie die erste einsatzgerechte Kanalstrebe. Am 13. April 2016 entstand aus den drei eigenständigen Unternehmen, Thyssenkrupp Bautechnik, Thyssenkrupp Tiefbautechnik und Thyssenkrupp Bauservice das Unternehmen Thyssenkrupp Infrastructure. Bis 2021 gehörte es zum Bereich Materials Services der ThyssenKrupp AG. Im November 2021 wurde das Unternehmen an die  FMC Beteiligungs KG verkauft und firmiert seit April 2022 unter terra infrastructure. 